# Громов, Василий Владимирович
Васи́лий Влади́мирович Гро́мов (22 февраля 1906, г. Курмыш, Симбирская губерния — 9 января? 1975, Пермь) — советский гидробиолог, исследователь донной фауны реки Камы и её притоков. Кандидат биологических наук (1954). Декан биологического факультета (1956—1960) и заведующий кафедрой зоологии беспозвоночных (1968—1972) Пермского государственного университета.

## Биография
Василий Владимирович Громов родился в 1906 году в селе Курмыш Пильненского района Симбирской губернии (ныне на территории Нижегородской области). В 1925 г. окончил среднюю школу и поступил на естественное отделение Восточного педагогического института в Казани. С 1927 года принимал активное участие в зоологических экспедициях Казанского университета. Был учеником профессора Николая Александровича Ливанова, изучал под его руководством гидробиологию пресных вод.
Получил должность преподавателя биологии Казанского медфармтехникума в 1930 году. В 1933 году переехал в Ленинград, где получил должность гидробиолога в местном отделении ВНИОРХ. Участвовал в гидрофаунистических экспедициях под руководством профессора Бориса Самойловича Грезе (1888—1942). В 1935 года переехал в Оханск (Пермская область), где занялся гидробиологическими исследованиями реки Камы на базе Камской биологической станции Пермского государственного университета.
В 1942 году ушёл на фронт. Состоял в 61-й гвардейской стрелковой дивизии в должности старшего писаря политотдела дивизии. Участвовал в боевых действия на Юго-Западном и 3-м Украинском фронтах, в частности в Сталинградском наступлении, в освобождении Румынии, Болгарии, Югославии, Венгрии. Окончил войну в звании сержанта. Награждён 6 медалями.
В октябре 1945 года был демобилизован и вернулся к работе на Камской биологической станции; занимал должность заведующего станцией с 1945 по 1952 год. В 1953 году после смерти профессора Анастасии Оттоновны Таусон был приглашён преподавателем на кафедру зоологии беспозвоночных.
В 1954 году защитил кандидатскую диссертацию по теме «Донная фауна р. Камы,  её годовая динамика и изменения под влиянием загрязнения», после чего получил должность доцента и руководителя кабинета гидробиологии. В 1956—1960 годах — декан биологического факультета, в 1968—1972 годах — заведующий кафедрой зоологии беспозвоночных. Во время преподавания в Пермском университете руководил исследовательскими работами студентов-гидробиологов кафедры зоологии беспозвоночных и Естественнонаучного института.
Принимал активное участие в общественной жизни факультета: избирался членом партбюро, был председателем методической комиссии.

## Научная деятельность
Начиная с 1935 года Василий Владимирович Громов занимался изучением сезонной и многолетней динамики донной фауны реки Камы. После запуска Краснокамского целлюлозно-бумажного комбината в область его научных интересов вошло отслеживание влияния сточных вод комбината на донные сообщества. В послевоенные годы исследования продолжились, экспедиционные исследования проводились на участке русла Камы между устьями рек Белой и Вишеры.
Руководил гидробиологическими исследованиями биофонда водотоков, протекавших по территории проектируемых Камского и Воткинского водохранилищ, а после их заполнения соответственно в 1954 и 1962 годах занялся описанием развивающихся в водохранилищах сообществ, в частности судьбы затопленного леса на дне Сылвенско-Чусовского залива Камского водохранилища. Исследовал инвазию речной дрейссены в Камское водохранилище.

## Основные работы
Автор 45 научных публикаций:
- Громов В.В. Летние гидробиологические наблюдения в пойме устья р. Свияги // Труды Татарского отделения Всесоюзного НИИ озерного и речного рыбного хозяйства. – 1935. – Вып. 2.
- Громов В.В. О загрязнении р. Камы // Рыбное хозяйство. 1956. № 11. С. 36–37.
- Громов В.В. Современные изменения, в распространении каспийских форм в реке Каме // Зоологический журнал 1956. Т. 35, вып. 11. С. 1608–1616.
- Громов В.В. Влияние сточных вод промышленных предприятий на гидрофауну и уловы рыбы в средней Каме // Вопросы ихтиологии. 1958. Вып. 10. С. 172–187.
- Громов В.В. Личинки тендипедид водных растений Камского (Пермского) водохранилища // Бюллетень Ин-та биологии водохранилищ. 1960. № 6. С. 26–29.
- Громов В.В. Гидрофауна затопленной древесины Сылвенского залива Камского водохранилища // Зоологический журнал. 1961. Т. 40, вып. 3. С. 309–317.
- Громов В.В. Гидробионты разлагающейся древесины Камского водохранилища // Доклады АН СССР. 1962. Т. 142, № 3. С. 692–694.
- Громов В.В. Распространение Dreissena polymorpha Pall. в Сылвенском заливе Камского водохранилища в 1963 году // Зоологический журнал. 1965. Т. 44, вып. 7. С. 1084–1086.
- Громов В.В. Распространение каспийского рачка Corophium в Сылвенском заливе Камского водохранилища // Научные доклады высшей школы. Биологические науки. 1965. № 4. С. 20–22.
- Громов В.В., Пономарева Н.М. Бентос Воткинского водохранилища на реке Каме в первые годы его существования 1962–1963 гг. // Зоологический журнал. − 1966. − Т. 45, вып. 6. — С. 808–817.
- Громов В.В., Гореликова Н.М., Демидова В.И. Влияние сточных вод на донную фауну и качество воды Воткинского водохранилища на реке Каме // Научные основы установления ПДК в водной среде и самоочищение поверхностных вод. М., 1972. С. 98–100.
- Громов В.В., Губанова И.Ф., Зубарева В.Д. Донная фауна и качество воды по индикаторным формам Камского водохранилища // Основы рационального использования рыбных ресурсов камских водохранилищ: межвуз. сб. науч. тр. Пермь, 1978. С. 114–118.
- Громов В.В., Гореликова Н.М. Моллюски // Биология Воткинского водохранилища. Иркутск, 1988. С. 164.

## Награды
- Медаль «За победу над Германией в Великой Отечественной войне 1941—1945 гг.»
- Медаль «За оборону Сталинграда»
- Медаль «Двадцать лет Победы в Великой Отечественной войне 1941—1945 гг.»